# Persone di nome Diego
| Questa pagina contiene informazioni ricavate automaticamente dalle voci biografiche con l'ausilio del template Bio e di un bot. L'aggiornamento è periodico e automatico e ricostruisce completamente la pagina. Se manca una persona in questa lista, sei pregato di non aggiungerla, ma accertati piuttosto che la sua voce biografica contenga il template Bio e che i dati anagrafici siano correttamente compilati. Se il template Bio manca, inseriscilo tu stesso o, in alternativa, metti l'avviso {{tmp\|Bio}} che ne segnala la mancanza. Se i dati riportati sono sbagliati, correggi direttamente la voce biografica; le modifiche saranno visibili in questa lista entro pochi giorni. Per chiarimenti vedi il progetto antroponimi. La lista contiene solo le 705 persone che sono citate nell'enciclopedia e per le quali è stato implementato correttamente il template Bio. Pagina aggiornata al 6 ago 2025. |

Questa è una lista di persone presenti nell'enciclopedia che hanno il nome Diego, suddivise per attività principale.

## Abati(2)
- Diego Maria Rosa, abate e religioso italiano (Poncarale, n. 1953)
- Diego de Haedo, abate e storico spagnolo (Valle de Carranza)

## Allenatori di calcio(30)
- Diego Aguirre, allenatore di calcio e ex calciatore uruguaiano (Montevideo, n. 1965)
- Diego Alonso, allenatore di calcio e ex calciatore uruguaiano (Montevideo, n. 1975)
- Damian Bellón, allenatore di calcio e ex calciatore svizzero (San Gallo, n. 1989)
- Diego Cagna, allenatore di calcio e ex calciatore argentino (Buenos Aires, n. 1970)
- Diego Caverzan, allenatore di calcio e ex calciatore italiano (Montebelluna, n. 1969)
- Diego Cocca, allenatore di calcio e ex calciatore argentino (Buenos Aires, n. 1972)
- Diego Corpache, allenatore di calcio e ex calciatore argentino (Buenos Aires, n. 1975)
- Diego Costa Silva, allenatore di calcio e ex calciatore brasiliano (Itaqui, n. 1979)
- Diego Dabove, allenatore di calcio e ex calciatore argentino (Banfield, n. 1973)
- Diego Rodríguez Fernández, allenatore di calcio e ex calciatore spagnolo (La Orotava, n. 1960)
- Diego Forlán, allenatore di calcio e ex calciatore uruguaiano (Montevideo, n. 1979)
- Diego Garzitto, allenatore di calcio e ex calciatore italiano (Lestizza, n. 1950)
- Diego Longo, allenatore di calcio italiano (Genova, n. 1976)
- Diego Luis López, allenatore di calcio e ex calciatore uruguaiano (Montevideo, n. 1974)
- Diego Markic, allenatore di calcio e ex calciatore argentino (Núñez, n. 1977)
- Diego Hernán Martínez, allenatore di calcio e ex calciatore argentino (Buenos Aires, n. 1978)
- Diego Martínez Penas, allenatore di calcio e ex calciatore spagnolo (Vigo, n. 1980)
- Diego Osella, allenatore di calcio e ex calciatore argentino (Acebal, n. 1970)
- Diego Pérez, allenatore di calcio e ex calciatore uruguaiano (Montevideo, n. 1980)
- Diego Placente, allenatore di calcio e ex calciatore argentino (Buenos Aires, n. 1977)
- Diego Poyet, allenatore di calcio e ex calciatore spagnolo (Saragozza, n. 1995)
- Diego Pupo, allenatore di calcio e ex calciatore italiano (Crotone, n. 1949)
- Diego Ribera, allenatore di calcio e ex calciatore spagnolo (Riba-roja de Túria, n. 1977)
- Diego Rodríguez Da Luz, allenatore di calcio e ex calciatore uruguaiano (Montevideo, n. 1986)
- Diego Romancikas, allenatore di calcio e ex calciatore argentino (Buenos Aires, n. 1977)
- Sebastián Saja, allenatore di calcio e ex calciatore argentino (Brandsen, n. 1979)
- Diego Simeone, allenatore di calcio e ex calciatore argentino (Buenos Aires, n. 1970)
- Diego Umaña, allenatore di calcio e ex calciatore colombiano (Cali, n. 1952)
- Diego Zanetti, allenatore di calcio e ex calciatore italiano (Invorio, n. 1939)
- Diego Zanin, allenatore di calcio e ex calciatore italiano (Motta di Livenza, n. 1967)

## Allenatori di calcio a 5(4)
- Diego Burato, allenatore di calcio a 5 e ex giocatore di calcio a 5 brasiliano (Criciúma, n. 1988)
- Diego Castañares, allenatore di calcio a 5 e ex giocatore di calcio a 5 argentino (n. 1975)
- Diego Imperio, allenatore di calcio a 5 e ex giocatore di calcio a 5 uruguaiano (n. 1973)
- Diego Solís, allenatore di calcio a 5, ex giocatore di calcio a 5 e ex calciatore costaricano (n. 1962)

## Allenatori di hockey su pista(1)
- Diego Mir, allenatore di hockey su pista e ex hockeista su pista argentino (Buenos Aires, n. 1973)

## Allenatori di pallacanestro(2)
- Diego Epifanio, allenatore di pallacanestro spagnolo (Burgos, n. 1978)
- Diego Ocampo, allenatore di pallacanestro spagnolo (Ourense, n. 1976)

## Allenatori di tennis(1)
- Diego Junqueira, allenatore di tennis e ex tennista argentino (Tandil, n. 1980)

## Altisti(1)
- Diego Ferrín, altista ecuadoriano (Quinindé, n. 1988)

## Ammiragli(2)
- Diego Naselli, ammiraglio e politico italiano (Castellammare del Golfo, n. 1754 - Resìna, † 1832)
- Diego Simonetti, ammiraglio italiano (Gemona del Friuli, n. 1865 - Pisa, † 1926)

## Antropologi(1)
- Diego Carpitella, antropologo, etnomusicologo e regista italiano (Reggio Calabria, n. 1924 - Roma, † 1990)

## Arbitri di calcio(3)
- Diego Abal, arbitro di calcio argentino (Buenos Aires, n. 1971)
- Diego De Leo, arbitro di calcio italiano (Zenson di Piave, n. 1920 - Marostica, † 2015)
- Diego Preschern, ex arbitro di calcio italiano (Venezia, n. 1963)

## Architetti(3)
- Diego Cuoghi, architetto e storico dell'arte italiano (Sassuolo, n. 1955)
- Diego de Siloé, architetto e scultore spagnolo (Burgos, n. 1495 - Granada, † 1563)
- Diego de Riaño, architetto spagnolo (Riaño - † 1534)

## Arcivescovi cattolici(6)
- Diego Causero, arcivescovo cattolico italiano (Moimacco, n. 1940)
- Diego de Deza, arcivescovo cattolico spagnolo (Toro, n. 1443 - Siviglia, † 1523)
- Diego Haëdo, arcivescovo cattolico spagnolo (Valle de Carranza - Palermo, † 1608)
- Diego Morcillo Rubio de Auñón, arcivescovo cattolico spagnolo (Villarrobledo, n. 1642 - Lima, † 1730)
- Diego Giovanni Ravelli, arcivescovo cattolico italiano (Lazzate, n. 1965)
- Diego Venini, arcivescovo cattolico italiano (Varenna, n. 1889 - Milano, † 1981)

## Artisti marziali misti(3)
- Diego Brandão, artista marziale misto brasiliano (Fortaleza, n. 1987)
- Diego Nunes, artista marziale misto brasiliano (Caxias do Sul, n. 1982)
- Diego Sanchez, artista marziale misto statunitense (Albuquerque, n. 1981)

## Atleti paralimpici(1)
- Diego Colombari, atleta paralimpico italiano (Torino, n. 1982)

## Attori(19)
- Diego Abatantuono, attore, conduttore televisivo e comico italiano (Milano, n. 1955)
- Diego Boneta, attore e cantante messicano (Città del Messico, n. 1990)
- Diego Calva, attore messicano (Città del Messico, n. 1992)
- Diego Cappuccio, attore italiano (Napoli)
- Diego Casale, attore italiano (Torino, n. 1971)
- Diego Casalis, attore italiano (Torino, n. 1977)
- Diego Cataño, attore messicano (Cuernavaca, n. 1990)
- Diego Domínguez, attore e cantante spagnolo (Saragozza, n. 1991)
- Diego Klattenhoff, attore canadese (French River, n. 1979)
- Diego Luna, attore, regista e produttore cinematografico messicano (Città del Messico, n. 1979)
- Diego Martín, attore spagnolo (Madrid, n. 1974)
- Diego Mesaglio, attore argentino (Luján, n. 1984)
- Diego Michelotti, attore e doppiatore italiano (Trento, n. 1926 - Roma, † 1986)
- Diego Pozzetto, attore italiano (Trieste, n. 1893 - Trieste, † 1988)
- Diego Ramos, attore argentino (San Martín, n. 1972)
- Diego Ribon, attore italiano (Venezia, n. 1960)
- Diego Tinoco, attore statunitense (Anaheim, n. 1997)
- Diego Velazquez, attore salvadoregno (San Salvador, n. 2001)
- Diego Verdegiglio, attore e saggista italiano (Pesaro, n. 1952)

## Attori teatrali(1)
- Diego Baldoin, attore teatrale, doppiatore e direttore del doppiaggio italiano (Vimercate, n. 1981)

## Aviatori(1)
- Diego Manzocchi, aviatore italiano (Morbegno, n. 1912 - Lago Ikolanjärvi, † 1940)

## Avventurieri(2)
- Diego de Almagro il Giovane, avventuriero panamense (Panama, n. 1520 - Cusco, † 1542)
- Diego Fernández, avventuriero e storico spagnolo

## Avvocati(1)
- Diego Del Bello, avvocato, politico e antifascista italiano (Fermo, n. 1883 - Fermo, † 1948)

## Batteristi(1)
- Diego Galeri, batterista italiano (Brescia, n. 1968)

## Cantanti(7)
- Diogo Amaral, cantante e attore portoghese (Coimbra, n. 1981)
- Diego Dibós, cantante e compositore peruviano (Lima, n. 1976)
- Diego Giannini, cantante italiano (Maddaloni, n. 1868 - Napoli, † 1936)
- Diego Martín Galindo, cantante spagnolo (Murcia, n. 1979)
- Diego Peano, cantante italiano (Pesaro, n. 1941)
- Diego Perrone, cantante e musicista italiano (Torino, n. 1975)
- Diego Torres, cantante e attore argentino (Buenos Aires, n. 1971)

## Cantautori(4)
- Naska, cantautore italiano (Loreto, n. 1997)
- Diego Gutiérrez, cantautore cubano (Ciego de Ávila, n. 1974)
- Diego Mancino, cantautore e musicista italiano (Milano, n. 1970)
- Il Tusco, cantautore italiano (Torino, n. 1971)

## Cardinali(7)
- Diego de Astorga y Céspedes, cardinale e arcivescovo cattolico spagnolo (Gibilterra, n. 1664 - Madrid, † 1734)
- Diego Gregorio Cadello, cardinale e arcivescovo cattolico italiano (Cagliari, n. 1735 - Cagliari, † 1807)
- Diego Innico Caracciolo di Martina, cardinale italiano (Martina Franca, n. 1759 - Napoli, † 1820)
- Diego de Espinosa, cardinale e vescovo cattolico spagnolo (Martín Muñoz de las Posadas, n. 1513 - Madrid, † 1572)
- Diego Guzmán de Haros, cardinale spagnolo (Ocaña, n. 1566 - Ancona, † 1631)
- Diego Hurtado de Mendoza y Quiñones, cardinale e patriarca cattolico spagnolo (Guadalajara, n. 1444 - Madrid, † 1502)
- Diego Rafael Padrón Sánchez, cardinale e arcivescovo cattolico venezuelano (Montalbán, n. 1939)

## Cartografi(3)
- Diego Gutiérrez, cartografo spagnolo
- Diego Ribero, cartografo e esploratore spagnolo († 1533)
- Diego de Prado, cartografo e navigatore spagnolo (Sahagún - † 1645)

## Cestisti(23)
- Diego Banti, ex cestista italiano (Pescia, n. 1983)
- Diego Bareiro, cestista paraguaiano (Asunción, n. 1997)
- Diego Castrillón, ex cestista uruguaiano (Montevideo, n. 1975)
- Diego Censi, ex cestista italiano (n. 1969)
- Diego Ciorciari, ex cestista e allenatore di pallacanestro argentino (Santa Fe, n. 1980)
- Diego Fajardo, ex cestista spagnolo (Santa Cruz de Tenerife, n. 1976)
- Diego Ferrero, ex cestista argentino (Rosario, n. 1983)
- Diego Flaccadori, cestista italiano (Seriate, n. 1996)
- Diego García, ex cestista argentino (San Cristóbal, n. 1979)
- Diego González Correa, ex cestista uruguaiano (Montevideo, n. 1984)
- Diego Grillo, ex cestista italiano (Rieti, n. 1987)
- Diego Guevara, ex cestista venezuelano (Barquisimeto, n. 1977)
- Diego Kapelan, cestista bosniaco (Bihać, n. 1987)
- Diego Lo Grippo, ex cestista argentino (Rosario, n. 1978)
- Diego Losada, ex cestista uruguaiano (Montevideo, n. 1972)
- Diego Maggi, ex cestista argentino (Buenos Aires, n. 1963)
- Diego Monaldi, cestista italiano (Aprilia, n. 1993)
- Diego Osella, ex cestista argentino (Oncativo, n. 1969)
- Diego Pastori, ex cestista, dirigente sportivo e allenatore di pallacanestro italiano (Monza, n. 1961)
- Diego Pinheiro da Silva, ex cestista brasiliano (Goiás, n. 1980)
- Diego Sánchez Mordós, cestista spagnolo (Gijón, n. 1975)
- Diego Terenzi, cestista italiano (Pesaro, n. 1995)
- Diego Willis, cestista messicano (Hermosillo, n. 1999)

## Ciclisti su strada(12)
- Diego Caccia, ex ciclista su strada italiano (Ponte San Pietro, n. 1981)
- Diego Camargo, ciclista su strada colombiano (Tuta, n. 1998)
- Diego Chafer, ciclista su strada spagnolo (Valencia, n. 1913 - Valencia, † 2007)
- Diego Ferrari, ex ciclista su strada e dirigente sportivo italiano (Cremona, n. 1970)
- Diego López Fuentes, ex ciclista su strada spagnolo (Estella, n. 1997)
- Diego Marabelli, ciclista su strada italiano (Zerbo, n. 1914 - Pavia, † 2006)
- Diego Milán, ciclista su strada spagnolo (Almansa, n. 1985)
- Diego Ronchini, ciclista su strada italiano (Imola, n. 1935 - Imola, † 2003)
- Diego Rubio, ex ciclista su strada spagnolo (Navaluenga, n. 1991)
- Diego Sevilla, ciclista su strada e ciclocrossista spagnolo (San Martín de la Vega, n. 1996)
- Diego Trepin, ex ciclista su strada italiano (Trento, n. 1968)
- Diego Ulissi, ciclista su strada italiano (Cecina, n. 1989)

## Comici(1)
- Diego Parassole, comico e cabarettista italiano (Alessandria, n. 1963)

## Compositori(6)
- Diego Baldenweg, compositore svizzero (n. 1979)
- Diego Ortiz, compositore, musicologo e gambista spagnolo (Toledo, n. 1510 - Roma, † 1576)
- Diego Pisador, compositore spagnolo (Salamanca, n. 1509 - † 1557)
- Diego Stocco, compositore italiano (Rovigo, n. 1976)
- Diego Zucchinetti, compositore italiano
- Diego de Araciel, compositore spagnolo (Estremadura)

## Condottieri(3)
- Diego Osorio Villegas, condottiero spagnolo (Santo Domingo, † 1600)
- Diego de Rojas, condottiero e esploratore spagnolo (Burgos - Santiago del Estero, † 1544)
- Diego de Almagro, condottiero spagnolo (Almagro - Cusco, † 1538)

## Conduttori radiofonici(1)
- Diego Passoni, conduttore radiofonico, conduttore televisivo e scrittore italiano (Monza, n. 1976)

## Conduttori televisivi(1)
- Diego Bianchi, conduttore televisivo e blogger italiano (Roma, n. 1969)

## Criminali(1)
- Diego León Montoya Sánchez, criminale colombiano (Trujillo, n. 1958)

## Critici d'arte(1)
- Diego Martelli, critico d'arte e mecenate italiano (Firenze, n. 1839 - Firenze, † 1896)

## Diplomatici(3)
- Diego Brasioli, diplomatico italiano (Roma, n. 1961)
- Diego Sarmiento de Acuña, diplomatico spagnolo (Astorga, n. 1567 - La Rioja, † 1626)
- Diego Guicciardi, diplomatico, politico e banchiere italiano (Lugano, n. 1756 - Milano, † 1837)

## Direttori d'orchestra(3)
- Diego Basso, direttore d'orchestra italiano (Castelfranco Veneto, n. 1964)
- Diego Fasolis, direttore d'orchestra svizzero (Lugano, n. 1958)
- Diego Matheuz, direttore d'orchestra e violinista venezuelano (Barquisimeto, n. 1984)

## Dirigenti d'azienda(2)
- Diego Cattoni, dirigente d'azienda italiano (Trento, n. 1965)
- Diego Piacentini, manager italiano (Milano, n. 1960)

## Dirigenti sportivi(5)
- Diego Barreto, dirigente sportivo e ex calciatore paraguaiano (Lambaré, n. 1981)
- Diego Milito, dirigente sportivo e ex calciatore argentino (Bernal, n. 1979)
- Diego Perrone, dirigente sportivo, allenatore di calcio e ex calciatore uruguaiano (Montevideo, n. 1977)
- Diego Pini, dirigente sportivo italiano (Ponte in Valtellina, n. 1946 - Sondrio, † 2014)
- Diego Valeri, dirigente sportivo e ex calciatore argentino (Valentín Alsina, n. 1986)

## Discoboli(1)
- Diego Fortuna, ex discobolo italiano (Vicenza, n. 1968)

## Doppiatori(2)
- Diego Reggente, doppiatore italiano (Fiume, n. 1944 - Roma, † 2023)
- Diego Sabre, doppiatore italiano (Milano, n. 1968)

## Drammaturghi(2)
- Diego Fabbri, drammaturgo, sceneggiatore e saggista italiano (Forlì, n. 1911 - Riccione, † 1980)
- Diego Petriccione, commediografo, giornalista e critico musicale italiano (Napoli, n. 1867 - Napoli, † 1942)

## Esploratori(8)
- Diego de Agüero, esploratore spagnolo (Deleitosa, n. 1511 - Lima, † 1544)
- Diego de Lepe, esploratore e navigatore spagnolo (Palos de la Frontera, n. 1460 - Lisbona)
- Diego de Losada, esploratore spagnolo (Rionegro del Puente, n. 1511 - Borburata, † 1569)
- Diego de Montemayor, esploratore
- Diego Méndez de Segura, esploratore spagnolo (Zamora, n. 1475 - Valladolid, † 1536)
- Diego Velázquez de Cuéllar, esploratore spagnolo (Cuéllar, n. 1465 - Santiago di Cuba, † 1524)
- Diego García de Moguer, esploratore e marinaio spagnolo (Moguer, n. 1484 - Oceano Indiano, † 1544)
- Diego de Nicuesa, esploratore spagnolo (Torredonjimeno, n. 1464 - Mar dei Caraibi, † 1511)

## Filosofi(3)
- Diego Are, filosofo e scrittore italiano (Santu Lussurgiu, n. 1914 - Santu Lussurgiu, † 2000)
- Diego Marconi, filosofo italiano (Torino, n. 1947)
- Diego de Zúñiga, filosofo spagnolo (Salamanca, n. 1536 - Toledo)

## Fumettisti(1)
- Diego Cajelli, fumettista e sceneggiatore italiano (Milano, n. 1971)

## Funzionari(1)
- Diego de Guevara y Quesada, funzionario, ambasciatore e collezionista d'arte spagnolo (Bruxelles, † 1520)

## Generali(4)
- Diego Angioletti, generale e politico italiano (Rio nell'Elba, n. 1822 - Cascina, † 1905)
- Diego de León, generale spagnolo (Cordova, n. 1807 - Madrid, † 1841)
- Diego Dávila Mesía y Guzmán, generale e politico spagnolo († 1711)
- Diego Carrillo de Mendoza y Pimentel, generale spagnolo (Aragona - † 1631)

## Geologi(1)
- Diego Vaschetto, geologo e scrittore italiano (Torino, n. 1965)

## Gesuiti(4)
- Diego Hoces, gesuita spagnolo (Malaga - Padova, † 1538)
- Diego Laínez, gesuita spagnolo (Almazán, n. 1512 - Roma, † 1565)
- Diego de Pantoja, gesuita e missionario spagnolo (Valdemoro, n. 1571 - Macao, † 1618)
- Diego de Torres y Bollo, gesuita spagnolo (Villalpando, n. 1551 - Sucre, † 1638)

## Ginnasti(2)
- Diego Hypólito, ginnasta brasiliano (Santo André, n. 1986)
- Diego Lazzarich, ex ginnasta e allenatore di ginnastica italiano (Mirano, n. 1961)

## Giocatori di beach soccer(1)
- Diego Armando Maradona Junior, ex giocatore di beach soccer italiano (Napoli, n. 1986)

## Giocatori di calcio a 5(10)
- Diego Barney, giocatore di calcio a 5 colombiano (n. 1993)
- Diego Cavinato, giocatore di calcio a 5 brasiliano (São Lourenço do Oeste, n. 1985)
- Diego Giustozzi, ex giocatore di calcio a 5 e allenatore di calcio a 5 argentino (Buenos Aires, n. 1978)
- Mancuso, giocatore di calcio a 5 brasiliano (Rio de Janeiro, n. 1988)
- Diego Moretti, giocatore di calcio a 5 italiano (Ancona, n. 1982)
- Diego Nunes, giocatore di calcio a 5 brasiliano (Guarulhos, n. 1994)
- Diego Poggi, giocatore di calcio a 5 paraguaiano (n. 1998)
- Diego Ramírez, giocatore di calcio a 5 cubano (n. 1998)
- Diego Roncaglio, giocatore di calcio a 5 brasiliano (Blumenau, n. 1988)
- Dieguinho, giocatore di calcio a 5 brasiliano (Ribeirão das Neves, n. 1989)

## Giocatori di curling(2)
- Diego Bombassei, giocatore di curling italiano (Auronzo di Cadore, n. 1971)
- Diego Perren, giocatore di curling svizzero (Zermatt, n. 1965)

## Giocatori di football americano(2)
- Diego Aranha, giocatore di football americano brasiliano (n. 1987)
- Diego Viamontes, giocatore di football americano messicano (n. 1990)

## Giocatori di poker(1)
- Diego Cordovez, giocatore di poker statunitense (New York, n. 1965)

## Giocatori di squash(1)
- Diego Elías, giocatore di squash peruviano (Lima, n. 1996)

## Giornalisti(5)
- Diego Angeli, giornalista, scrittore e critico d'arte italiano (Firenze, n. 1869 - Roma, † 1937)
- Diego Colombo, giornalista italiano (Biassono, n. 1957)
- Diego Cugia, giornalista, scrittore e regista italiano (Roma, n. 1953)
- Diego Landi, giornalista italiano (Cesano Maderno, n. 1947)
- Diego Nargiso, commentatore televisivo, allenatore di tennis e ex tennista italiano (Napoli, n. 1970)

## Giuristi(3)
- Diego de Covarrubias y Leiva, giurista, politico e arcivescovo spagnolo (Toledo, n. 1512 - Madrid, † 1577)
- Diego Marongiu, giurista, politico e arcivescovo cattolico italiano (Banari, n. 1819 - Sassari, † 1905)
- Diego de Narbona, giurista spagnolo (Toledo, n. 1605 - † 1650)

## Grecisti(1)
- Diego Lanza, grecista italiano (Milano, n. 1937 - Milano, † 2018)

## Hockeisti su ghiaccio(4)
- Diego Cuglietta, hockeista su ghiaccio canadese (Kamloops, n. 1995)
- Diego Iori, hockeista su ghiaccio italiano (Cavalese, n. 1986)
- Diego Kostner, hockeista su ghiaccio italiano (Bressanone, n. 1992)
- Diego Riva, ex hockeista su ghiaccio, hockeista in-line e dirigente sportivo italiano (Alleghe, n. 1967)

## Hockeisti su pista(1)
- Diego Nicoletti, ex hockeista su pista e allenatore di hockey su pista italiano (Valdagno, n. 1983)

## Imprenditori(4)
- Diego Della Valle, imprenditore e dirigente sportivo italiano (Sant'Elpidio a Mare, n. 1953)
- Diego Mosna, imprenditore e dirigente sportivo italiano (Trento, n. 1948)
- Diego Penocchio, imprenditore e dirigente sportivo italiano (Carpenedolo, n. 1956)
- Diego Portales, imprenditore e politico cileno (n. 1793 - † 1837)

## Ingegneri(2)
- Diego Ioverno, ingegnere italiano (Bologna, n. 1974)
- Diego Murgia, ingegnere e politico italiano (Sassari, n. 1857 - Roma, † 1938)

## Judoka(1)
- Diego Brambilla, ex judoka italiano (Monza, n. 1969)

## Letterati(1)
- Diego Girón, letterato spagnolo (Siviglia, n. 1530 - † 1590)

## Lottatori(2)
- Diego Lopes, lottatore brasiliano (Manaus, n. 1994)
- Diego Martínez de Leija, lottatore messicano

## Mafiosi(1)
- Diego Rosmini, mafioso italiano (Reggio Calabria, n. 1927 - Secondigliano, † 2002)

## Magistrati(2)
- Diego Avarelli, magistrato italiano (Crotone, n. 1867 - Roma, † 1939)
- Diego Tajani, magistrato e politico italiano (Cutro, n. 1827 - Roma, † 1921)

## Maratoneti(1)
- Diego García, maratoneta spagnolo (Azkoitia, n. 1961 - Azpeitia, † 2001)

## Marciatori(2)
- Diego Cafagna, marciatore italiano (Trieste, n. 1975)
- Diego García, marciatore spagnolo (Madrid, n. 1996)

## Martellisti(1)
- Diego del Real, martellista messicano (Monterrey, n. 1994)

## Militari(11)
- Diego de Benavides y de la Cueva, ufficiale spagnolo (Santisteban del Puerto, n. 1607 - Lima, † 1666)
- Diego Centeno, militare spagnolo (Ciudad Rodrigo, n. 1514 - Chuquisaca, † 1549)
- Diego Dávila, militare spagnolo
- Diego Fernandes, conte del Portogallo, militare spagnolo († 926)
- Diego García de Paredes, militare spagnolo (Trujillo, n. 1468 - Bologna, † 1534)
- Diego González Montero Justiniano, militare spagnolo
- Diego de Holguin, militare spagnolo (n. 1486)
- Diego de Ordaz, militare spagnolo (Zamora - foci dell'Orinoco)
- Diego Salcedo, militare spagnolo († 1511)
- Diego de Egües y Beaumont, militare e politico spagnolo (Siviglia, n. 1608 - Santa Fé de Bogotá, † 1664)
- Diego de Trujillo, militare spagnolo (Trujillo, n. 1505 - Cusco, † 1575)

## Mountain biker(2)
- Diego Caverzasi, mountain biker e youtuber italiano (Varese, n. 1994)
- Diego Rosa, mountain biker e ex ciclista su strada italiano (Alba, n. 1989)

## Navigatori(1)
- Diego Colombo, navigatore e esploratore italiano (Porto Santo - La Puebla de Montalbán, † 1526)

## Nobili(17)
- Diego de Alvarado Huanitzin, nobile († 1539)
- Diego I Cavaniglia, nobile e condottiero italiano (n. 1448 - Copertino, † 1481)
- Diego de los Cobos y Mendoza, nobile e politico spagnolo (Valladolid, n. 1524 - † 1575)
- Diego Hurtado de Mendoza, nobile spagnolo (Guadalajara, n. 1417 - Manzanares el Real, † 1479)
- Diego Hurtado de Mendoza, nobile spagnolo (Arenas de San Pedro, n. 1461 - Guadalajara, † 1531)
- Diego Fernández de Córdoba, I marchese di Guadalcázar, nobile spagnolo (Siviglia, n. 1578 - Cordova, † 1630)
- Diego Gonzaga, nobile italiano (Madrid, n. 1582 - Castiglione delle Stiviere, † 1597)
- Diego Hurtado de Mendoza y de la Cerda, nobile spagnolo (Siviglia, n. 1500 - Madrid, † 1578)
- Diego López Pacheco Cabrera y Bobadilla, nobile spagnolo (Belmonte, n. 1599 - Pamplona, † 1653)
- Diego López Pacheco y Portocarrero, nobile spagnolo (Villena, n. 1456 - Escalona, † 1529)
- Diego López V d'Haro, nobile spagnolo (n. 1250 - Algeciras, † 1310)
- Diego Hurtado de Mendoza y Lemos, nobile e militare spagnolo (Manzanares el Real, n. 1468 - Toledo, † 1536)
- Diego Pignatelli, nobile e politico italiano (Palermo, n. 1823 - Napoli, † 1880)
- Diego I d'Avalos, nobile e politico italiano († 1697)
- Diego de los Cobos Guzmán y Luna, nobile spagnolo (Sabiote - Madrid, † 1645)
- Diego de los Cobos, nobile spagnolo
- Diego della Ratta, nobile italiano (n. 1285 - Caserta, † 1325)

## Nuotatori(2)
- Diego Mularoni, ex nuotatore sammarinese (n. 1979)
- Diego Villalobos Carrillo, nuotatore artistico messicano (n. 2005)

## Opinionisti(1)
- Diego Fusaro, opinionista e saggista italiano (Torino, n. 1983)

## Organari(1)
- Diego Porro, organaro italiano (Monza, n. 1856 - † 1916)

## Pallamanisti(2)
- Diego Modrušan, ex pallamanista croato (Pola, n. 1980)
- Diego Simonet, pallamanista argentino (Vicente López, n. 1989)

## Pallanuotisti(1)
- Diego Wolff, pallanuotista argentino (Aurich, n. 1934 - † 2010)

## Pallavolisti(2)
- Diego Cantagalli, pallavolista italiano (Palermo, n. 1999)
- Diego Negrón, pallavolista portoricano (San Juan, n. 1999)

## Pattinatori di short track(1)
- Diego Cattani, ex pattinatore di short track italiano (Milano, n. 1971)

## Pianisti(1)
- Diego Baiardi, pianista e tastierista italiano (Vercelli, n. 1964)

## Piloti automobilistici(2)
- Diego Nunes, pilota automobilistico brasiliano (Curitiba, n. 1986)
- Diego de Sterlich Aliprandi, pilota automobilistico e imprenditore italiano (Castellammare Adriatico, n. 1898 - Teramo, † 1976)

## Piloti motociclistici(2)
- Diego Bosis, pilota motociclistico italiano (Bergamo, n. 1967 - Milano, † 2012)
- Diego Giugovaz, pilota motociclistico italiano (Milano, n. 1972)

## Piloti motonautici(1)
- Diego Testa, pilota motonautico italiano (Napoli, n. 1959)

## Pittori(7)
- Diego Pettinelli, pittore, decoratore e incisore italiano (Matelica, n. 1897 - Roma, † 1989)
- Diego Polo, pittore spagnolo (Burgos - Madrid, † 1665)
- Diego Rivera, pittore messicano (Guanajuato, n. 1886 - Città del Messico, † 1957)
- Diego Quispe Tito, pittore peruviano (Cusco, n. 1611 - Cusco, † 1681)
- Diego de Urbina, pittore spagnolo (Madrid, n. 1516 - Burgos)
- Diego Velázquez, pittore spagnolo (Siviglia, n. 1599 - Madrid, † 1660)
- Diego de la Cruz, pittore spagnolo

## Poeti(9)
- Diego José Abad, poeta, scrittore e teologo messicano (La Lagunita, n. 1727 - Bologna, † 1779)
- Diego Calcagno, poeta, giornalista e sceneggiatore italiano (Ercolano, n. 1901 - Grottaferrata, † 1979)
- Diego Hurtado de Mendoza y Pacheco, poeta, umanista e diplomatico spagnolo (Granada, n. 1503 - Madrid, † 1575)
- Diego Jiménez de Enciso, poeta e drammaturgo spagnolo (Siviglia, n. 1585 - Siviglia, † 1634)
- Diego Mele, poeta, scrittore e presbitero italiano (Bitti, n. 1797 - Olzai, † 1861)
- Diego Sandoval de Castro, poeta italiano (Calabria, n. 1516 - Noepoli, † 1546)
- Diego Valeri, poeta, traduttore e saggista italiano (Piove di Sacco, n. 1887 - Roma, † 1976)
- Diego Valverde Villena, poeta e saggista spagnolo (Lima, n. 1967)
- Diego Vitrioli, poeta italiano (Reggio Calabria, n. 1819 - Reggio Calabria, † 1898)

## Politici(19)
- Diego Aliprandi, politico italiano (Penne, n. 1819 - Penne, † 1910)
- Diego Andiloro, politico italiano (Reggio Calabria, n. 1895 - † 1965)
- Diego José Benavente, politico cileno (Concepción, n. 1790 - Santiago del Cile, † 1867)
- Diego Binelli, politico italiano (Tione di Trento, n. 1972)
- Diego Cammarata, politico italiano (Palermo, n. 1951)
- Diego Carpenedo, politico italiano (Paluzza, n. 1935)
- Diego Crivellari, politico italiano (Torino, n. 1975)
- Diego D'Amico, politico italiano (Bagheria, n. 1893 - † 1947)
- Diego De Lorenzis, politico italiano (Galatina, n. 1979)
- Diego Martínez Barrio, politico spagnolo (Siviglia, n. 1883 - Parigi, † 1962)
- Diego Masi, politico italiano (Cremona, n. 1947)
- Diego Novelli, politico e giornalista italiano (Torino, n. 1931)
- Diego Sinhue Rodríguez Vallejo, politico messicano (León, n. 1980)
- Diego Sozzani, politico italiano (Novara, n. 1960)
- Diego Zapata de Mendoza y Sidonia, politico e nobile spagnolo (Madrid, n. 1613 - † 1674)
- Diego Zardini, politico italiano (Verona, n. 1978)
- Diego de Arana, politico e marinaio spagnolo (Valle de Arana, n. 1468 - La Navidad, † 1493)
- Diego Enríquez de Guzmán y de Toledo, politico e nobile spagnolo (Zamora - † 1604)
- Diego Noboa, politico ecuadoriano (Guayaquil, n. 1789 - Guayaquil, † 1870)

## Presbiteri(6)
- Diego Campanile, presbitero e francescano italiano (Sava, n. 1574 - Sidone, † 1642)
- Diego Giuseppe da Cadice, presbitero spagnolo (Cadice, n. 1743 - Ronda, † 1801)
- Diego Íñiguez de Abarca, presbitero e politico spagnolo (Sangüesa - Madrid, † 1695)
- Diego Lorenzi, presbitero e missionario italiano (Valdastico, n. 1939)
- Diego Luis de San Vitores, presbitero e gesuita spagnolo (Burgos, n. 1627 - Tumon, † 1672)
- Diego Vicencio de Vidania, presbitero, giurista e storico spagnolo (Huesca, n. 1644 - Napoli, † 1732)

## Produttori cinematografici(2)
- Diego Lerman, produttore cinematografico, regista cinematografico e sceneggiatore argentino (Buenos Aires, n. 1976)
- Diego Loreggian, produttore cinematografico e regista italiano (Monselice, n. 1982)

## Produttori discografici(2)
- Diego Calvetti, produttore discografico, musicista e paroliere italiano (Castelfiorentino, n. 1974)
- Drillionaire, produttore discografico, disc jockey e ex calciatore italiano (Vizzolo Predabissi, n. 1993)

## Psichiatri(1)
- Diego Napolitani, psichiatra e psicanalista italiano (Napoli, n. 1927 - Milano, † 2013)

## Pugili(3)
- Diego Corrales, pugile statunitense (Sacramento, n. 1977 - Las Vegas, † 2007)
- Diego Lenzi, pugile italiano (Bologna, n. 2001)
- Diego Morales, pugile messicano (Tijuana, n. 1979)

## Rapper(1)
- Izi, rapper italiano (Savigliano, n. 1995)

## Registe teatrali(1)
- Diego Aramburo, regista teatrale, drammaturga e attrice teatrale boliviana (Cochabamba, n. 1971)

## Registi(3)
- Diego Febbraro, regista italiano (Tivoli, n. 1960)
- Diego Ronsisvalle, regista, sceneggiatore e produttore cinematografico italiano (Roma, n. 1971)
- Diego Vega Vidal, regista peruviano (Lima)

## Religiosi(9)
- Diego Álvarez de Paz, religioso spagnolo (Toledo, n. 1560 - Potosí, † 1620)
- Diego d'Alcalá, religioso spagnolo (San Nicolás del Puerto, n. 1400 - Alcalá de Henares, † 1463)
- Diego da Vallinfreda, religioso italiano (Vallinfreda, n. 1839 - Bellegra, † 1919)
- Diego Guillén de Ávila, religioso, traduttore e scrittore spagnolo (n. 1455 - † 1510)
- Diego Durán, religioso e storico spagnolo (Siviglia, n. 1537 - † 1588)
- Diego Gatta, religioso, giurista e funzionario italiano (Sala Consilina, n. 1729 - Eboli, † 1804)
- Diego La Matina, religioso italiano (Racalmuto, n. 1622 - Palermo, † 1658)
- Diego Pappalardo, religioso italiano (Pedara, n. 1636 - Pedara, † 1710)
- Diego Rodríguez de Lucero, religioso spagnolo (Moguer, n. 1440 - Siviglia, † 1508)

## Rugbisti a 15(8)
- Diego Albanese, ex rugbista a 15 e allenatore di rugby a 15 argentino (Mar del Plata, n. 1973)
- Diego Antl, rugbista a 15 e rugbista a 7 argentino (Mar del Plata, n. 1990)
- Diego Arbelo, rugbista a 15 uruguaiano (Montevideo, n. 1994)
- Diego Cash, ex rugbista a 15, allenatore di rugby a 15 e dirigente sportivo argentino (Buenos Aires, n. 1961)
- Diego Cuesta Silva, ex rugbista a 15 argentino (Buenos Aires, n. 1963)
- Diego Domínguez, ex rugbista a 15 e allenatore di rugby a 15 italiano (Córdoba, n. 1966)
- Diego Saccà, ex rugbista a 15 e allenatore di rugby a 15 italiano (Livorno, n. 1981)
- Diego Scaglia, ex rugbista a 15 e allenatore di rugby a 15 italiano (Córdoba, n. 1967)

## Saggisti(1)
- Diego Manetti, saggista italiano (Casale Monferrato, n. 1973)

## Sceneggiatori(1)
- Diego Gutiérrez, sceneggiatore e produttore cinematografico messicano (Città del Messico, n. 1976)

## Schermidori(3)
- Diego Confalonieri, ex schermidore italiano (Bresso, n. 1979)
- Diego Drajer, schermidore argentino (n. 1974)
- Diego Occhiuzzi, schermidore italiano (Napoli, n. 1981)

## Sciatori alpini(2)
- Diego Amplatz, ex sciatore alpino italiano (n. 1955)
- Diego Orecchioni, sciatore alpino francese (Lannemezan, n. 2000)

## Scrittori(12)
- Diego de Agreda y Vargas, scrittore spagnolo (Madrid - Madrid, † 1639)
- Diego De Silva, scrittore, giornalista e sceneggiatore italiano (Napoli, n. 1964)
- Diego Galdino, scrittore italiano (Roma, n. 1971)
- Diego Lama, scrittore, architetto e giornalista italiano (Napoli, n. 1964)
- Diego Leoni, scrittore e storico italiano (Rovereto, n. 1949)
- Diego Marani, scrittore e glottoteta italiano (Tresigallo, n. 1959)
- Zap Mangusta, scrittore, regista e attore italiano (Sanremo, n. 1958)
- Diego de Saavedra Fajardo, scrittore e diplomatico spagnolo (Algezares, n. 1584 - Madrid, † 1648)
- Diego Sánchez de Badajoz, scrittore portoghese (Talavera la Real, n. 1479 - Badajoz, † 1549)
- Diego de Torres Villarroel, scrittore, scienziato e religioso spagnolo (Salamanca, n. 1693 - Salamanca, † 1770)
- Diego Zandel, scrittore italiano (Fermo, n. 1948)
- Diego Zannandreis, scrittore italiano (Verona, n. 1768 - Verona, † 1836)

## Scultori(4)
- Diego Copín, scultore spagnolo
- Diego De Minicis, scultore e pittore italiano (Petriolo, n. 1913 - Filonowo, † 1942)
- Diego Giacometti, scultore e disegnatore svizzero (Borgonovo di Stampa, n. 1902 - Parigi, † 1985)
- Diego Sarti, scultore italiano (Bologna, n. 1859 - Bologna, † 1914)

## Sollevatori(1)
- Diego Salazar, sollevatore colombiano (Tuluá, n. 1980)

## Stilisti(1)
- Diego Dolcini, stilista italiano (Napoli, n. 1969)

## Storici(6)
- Diego de Colmenares, storico e biografo spagnolo (Segovia, n. 1586 - Segovia, † 1651)
- Diego De Castro, storico, scrittore e statistico italiano (Pirano, n. 1907 - Roletto, † 2003)
- Diego Giachetti, storico italiano (n. 1954)
- Diego Muñoz Camargo, storico e scrittore messicano (Tlaxcala, n. 1529 - Tlaxcala, † 1599)
- Diego Orlando, storico e giurista italiano (Palermo, n. 1815 - Palermo, † 1879)
- Diego de Rosales, storico e scrittore spagnolo (Madrid, n. 1601 - Santiago del Cile, † 1677)

## Storici dell'arte(1)
- Diego Angulo Íñiguez, storico dell'arte spagnolo (Valverde del Camino, n. 1901 - Siviglia, † 1986)

## Tastieristi(1)
- Diego Maggi, tastierista, arrangiatore e compositore italiano (Milano, n. 1977)

## Tennisti(6)
- Diego Hartfield, tennista argentino (Oberá, n. 1981)
- Diego Hidalgo, tennista ecuadoriano (Guayaquil, n. 1993)
- Diego Pérez, ex tennista uruguaiano (Montevideo, n. 1962)
- Diego Schwartzman, ex tennista argentino (Buenos Aires, n. 1992)
- Diego Veronelli, ex tennista argentino (Buenos Aires, n. 1979)
- Diego del Río, ex tennista argentino (Buenos Aires, n. 1972)

## Teologi(1)
- Diego Álvarez, teologo e arcivescovo cattolico spagnolo (Medina de Rioseco, n. 1555 - Trani, † 1632)

## Trovatori(1)
- Diego Pezelho, trovatore e giullare portoghese

## Truccatori(1)
- Diego Dalla Palma, truccatore, scrittore e imprenditore italiano (Enego, n. 1950)

## Umanisti(1)
- Diego de Enzinas, umanista spagnolo (Burgos - Roma, † 1547)

## Velisti(1)
- Diego Romero, velista argentino (Córdoba, n. 1974)

## Velocisti(2)
- Diego Marani, velocista italiano (Asola, n. 1990)
- Diego Pettorossi, velocista italiano (Bologna, n. 1997)

## Vescovi(1)
- Diego Gelmírez, vescovo spagnolo (Santiago di Compostela)

## Vescovi cattolici(15)
- Diego Francisco Aduarte, vescovo cattolico e missionario spagnolo (Saragozza, n. 1566 - Manila, † 1637)
- Diego Natale Bona, vescovo cattolico italiano (Castiglione Tinella, n. 1926 - Roma, † 2017)
- Diego Cabeza de Vaca, vescovo cattolico spagnolo (Siviglia - Crotone, † 1625)
- Diego Coletti, vescovo cattolico italiano (Milano, n. 1941)
- Diego d'Acebo, vescovo cattolico spagnolo (Villaseca de Arciel, n. 1170 - Osma, † 1207)
- Diego Ladrón de Guevara, vescovo cattolico spagnolo (Cifuentes, n. 1641 - Città del Messico, † 1718)
- Diego de Landa, vescovo cattolico spagnolo (Cifuentes, n. 1524 - Mérida, † 1579)
- Diego Meléndez de Valdés, vescovo cattolico spagnolo (Zamora, n. 1446 - Roma, † 1506)
- Diego Osorio de Escobar y Llamas, vescovo cattolico spagnolo (La Coruña - Puebla, † 1673)
- Diego Parodi, vescovo cattolico italiano (Linarolo, n. 1916 - Ischia, † 1983)
- Diego Ramírez de Fuenleal, vescovo cattolico spagnolo (Villaescusa de Haro, n. 1459 - Cuenca, † 1537)
- Diego Romano y Gobea, vescovo cattolico spagnolo (Valladolid, n. 1538 - Puebla de Zaragoza, † 1606)
- Diego Ramón Sarrió Cucarella, vescovo cattolico spagnolo (Gandia, n. 1971)
- Diego Ventaja Milán, vescovo cattolico spagnolo (Ohanes, n. 1880 - Vícar, † 1936)
- Diego Ramírez de Guzmán, vescovo cattolico spagnolo († 1508)

## Senza attività specificata(11)
- Diego d'Asburgo, spagnolo (Madrid, n. 1575 - Madrid, † 1582)
- Diego Birelli, grafico, fotografo e pittore italiano (Asti, n. 1934 - Venezia, † 2011)
- Diego Tlilpotonqui
- Diego de Henriquez, italiano (Trieste, n. 1909 - Trieste, † 1974)
- Diego López de Zúñiga, spagnolo (Valladolid - Lima, † 1564)
- Diego Núñez de Avendaño, spagnolo (probabilmente Lima, † 1607)
- Diego Ormaechea, allenatore di rugby a 15 e ex rugbista a 15 uruguaiano (Montevideo, n. 1959)
- Diego Rodriguez Porcelos, conte (Cornuta, † 885)
- Diego de San Francisco Tehuetzquititzin, azteco († 1554)
- Diego de Vargas, spagnolo (Spagna, n. 1643 - † 1704)
- Diego Vida, effettista, regista e sceneggiatore italiano (Catania, n. 1979)